# Dvsn
dvsn (uitgesproken als division) is een Canadees PBR&B duo, samengesteld uit zanger Daniel Daley en producer Nineteen85. Ze staan onder contract bij OVO Sound.

## Discografie
- Sept. 5th (27 maart 2016, OVO Sound/Warner Bros.)
- Morning After (13 oktober 2017, OVO Sound/Warner Bros.)
- A Muse In Her Feelings (17 April 2020, OVO Sound/Warner Bros.)